# Élections législatives singapouriennes de 2006
Les élections législatives singapouriennes de 2006 sont des élections législatives qui ont eu lieu à Singapour le 6 mai 2006. Le président Sellapan Ramanathan a dissous le parlement le 20 avril 2006 sur l'avis du Premier Ministre Lee Hsien Loong : trois semaines avant les élections,. Le Parti d'action populaire (PAP) a remporté 66,6% des suffrages et a remporté 82 des 84 sièges. Le PAP a occupé le poste de Premier ministre pour un douzième mandat consécutif. L'élection se fait au scrutin uninominal majoritaire à un tour. Le PAP a remporté 37 sièges dans des divisions qui n'étaient pas contestées par d'autres partis. Les principaux enjeux électoraux comprenaient l'emploi, le coût de la vie, le logement, les transports, l'éducation, la nécessité d'une voix d'opposition efficace au Parlement et la qualité des candidats.